# Boon Thau Loo
Boon Thau Loo es un informático, administrador universitario y empresario estadounidense de Singapur. En la actualidad, Loo es profesor de RCA en el departamento de Informática y Ciencias de la Información de la Universidad de Pensilvania, donde dirige un laboratorio de investigación que trabaja en sistemas distribuidos, y es decano asociado de programas de posgrado en la Escuela de Ingeniería y Ciencias Aplicadas de la Universidad de Pensilvania. Como decano asociado, dirigió la creación de MCIT Online, el primer programa de máster en ciencias informáticas de la Ivy League totalmente en línea para personas que no se dedican a la informática. Como empresario tecnológico, cofundó y dirigió dos empresas tecnológicas, Gencore Systems (Netsil) y Termaxia. Ambas empresas fueron adquiridas con éxito por la empresa de nube pública Nutanix y Frontiir, respectivamente.

## Primeros años
Boon Thau Loo nació en Malasia y creció en Singapur. Estudió en el Chinese High School (Singapur) y en el Raffles Junior College. En 1996 se trasladó a Estados Unidos para asistir a la Universidad de California, Berkeley, donde se licenció en Ingeniería Eléctrica e Informática. Tras sus estudios allí, cursó un máster en informática en la Universidad de Stanford . A continuación, regresó a Berkeley para realizar su doctorado, del que se graduó en 2006 con el premio de disertación David J. Sakrison Memorial Prize y el premio de disertación ACM SIGMOD 2007 por su tesis The Design and Implementation of Declarative Networks. Tras sus estudios, Loo comenzó a trabajar como investigador posdoctoral en Microsoft Research.

## Carrera académica
Como becario, Loo se convirtió en profesor de inteligencia artificial en la Universidad de Pensilvania, en los departamentos de Ciencias de la Computación y la Información y de Ingeniería Eléctrica y de Sistemas. En Penn también es el director del Laboratorio de Sistemas Distribuidos y del grupo de investigación NetDB@Penn. En 2018, se convirtió en el decano asociado de programas de maestría y profesionales, donde supervisa todos los programas de maestría y profesionales en la Facultad de Ingeniería y Ciencias Aplicadas. Como decano asociado, Loo dirigió varias iniciativas académicas nuevas, como MCIT Online, primer programa de maestría en ciencias de la computación totalmente en línea de la Ivy League para estudiantes que no son de ciencias de la computación, la beca de diversidad J.P. Eckert, el campamento de arranque de ciberseguridad para profesionales a mitad de carrera en el área metropolitana de Filadelfia, y el programa de maestría acelerado para estudiantes universitarios de Penn.

Mientras ejercía de investigador y profesor, Loo ha fundado varias empresas privadas. Ha publicado más de 140 artículos y dos libros: Declarative Networking (Synthesis Lectures on Data Management) en 2012 y Datalog and Recursive Query Processing (Foundations and Trends(r) in Databases) en 2013.
En julio de 2020, Loo fue nombrado decano asociado de programas de posgrado, donde supervisa todos los programas de doctorado, máster y profesionales de Penn Engineering.

## Carrera empresarial
Mientras estaba de permiso sabático en Penn en 2014, Loo cofundó y dirigió Gencore Systems, una empresa emergente de Penn sobre la supervisión del rendimiento de la nube. Al frente de un grupo de sus antiguos alumnos que escindió la empresa con él, Loo se asoció con el OpenLab de Juniper Networks e integró la investigación de su grupo sobre el análisis declarativo de redes de alto rendimiento en la recién adquirida plataforma Contrail SDN de Juniper. La empresa consiguió financiación inicial además de una subvención SBIR (Small Business Innovative Research) de la National Science Foundation. La empresa pasó a llamarse Netsil y fue adquirida por Nutanix en 2018 por hasta 74 millones de dólares en acciones.
En 2015, Loo también cofundó Termaxia, una empresa de almacenamiento de grandes datos, en la que ejerció de científico jefe. En 2020, la empresa fue adquirida por Frontiir, una compañía de Internet líder en el sudeste asiático. Tras la adquisición, Loo es actualmente asesor ejecutivo de Frontiir, donde asesora al director general y al director de tecnología sobre la estrategia tecnológica, y ayuda a establecer el centro de I+D de Frontiir en Filadelfia.

## Reconocimiento
En 2018, Loo recibió el premio al Inventor Emergente del Año del Centro de Innovación de Pensilvania. En 2019, Loo recibió la cátedra académica de Profesor RCA. En 2021, Loo recibió el premio Ruth y Joel Spira a la excelencia en la enseñanza.